# Beautiful (singel Mariah Carey)
Beautiful (pisany także #Beautiful) – pierwszy singel zwiastujący 14. studyjny album Mariah Carey, Me. I Am Mariah... The Elusive Chanteuse.
Piosenkę wykonują Mariah Carey i Miguel.

## Sprzedaż i certyfikaty
| Kraj              | Sprzedaż  | Certyfikat |
| ----------------- | --------- | ---------- |
| Australia         | 70,000    | Platyna    |
| Stany Zjednoczone | 1,250,000 | Platyna    |
| Nowa Zelandia     | 7,500     | Złoto      |
| Świat             | 1,600,000 | Platyna    |